# 李倩 (演员)
李倩（1984年3月6日—），女，湖南长沙人，中国演员。曾就读于长沙育新小学，后考入北京陈爱莲舞蹈学校。现定居北京。

## 演出作品

### 电影
- 2016《一句顶一万句》饰 庞丽娜
- 2023《爸爸，我懂你了》 饰 倩倩
- 2023《撞邪》 (網絡電影)
- 2024《戏杀》
- 2024《戴假发的人》饰 周燕

### 电视剧
- 2001《武林外史》 饰 小泥巴
- 2002《天下粮仓》 饰 小梳子
- 2002《穿越时空的爱恋》 饰 小平
- 2002《李卫当官》 饰 石榴
- 2002《萧十一郎》 饰 小公子
- 2002《太极英雄》 饰 陈若廷
- 2002《独行侍卫》 饰 虫儿
- 2002《新五女拜寿》 饰 梁玲珑
- 2003《红楼丫头》 饰 林红玉（小红）
- 2004《荆轲传奇》 饰 芄兰公主
- 2004《无忧公主》 饰 无忧公主（朱翠）
- 2004《刘姥姥外传》饰 巧姐
- 2004《大唐双龙传》 饰 宋玉致
- 2005《秦王李世民》 饰 窦红线
- 2005《长剑相思》饰 小倩(小贱)
- 2005《河流如血》饰 陶菲菲
- 2005《金耳环》(河流如血) 饰 陶菲菲
- 2006《游剑江湖》饰 吕思美
- 2006《女人香》(蝴蝶飞飞2之女人香) 饰 马韵
- 2006《将计就计》饰 毓儿
- 2007《乔省长和他的女儿们》饰 乔莉
- 2007《聊斋奇女子》饰 禄儿
- 2008《生命有明天》饰 夏蕾
- 2008《我们生活的年代》饰 江小荷
- 2008《胭脂雪》饰 阿桃
- 2008《一千滴眼泪》饰 林小优
- 2008《生死部落》(九姓渔民) 饰 陈雪梅
- 2008《花篮花儿香》饰 周安娜
- 2009《成长》饰 苏甜
- 2009《贤妻良母》饰 李小英
- 2010《天師鍾馗之美麗傳說》第五部《钟馗嫁妹》饰 山怪
- 2010《天涯织女》饰 陶芊芊 (嘉善公主)
- 2011《女娲传说之灵珠》饰 雨蝶
- 2011《新京城四少》饰 云儿
- 2012《北京爱情故事》饰 秘书
- 2012《知青》饰 李君婷
- 2012《梦回唐朝》饰 春喜
- 2012《钟馗传说之降妖伏虎镇》饰 紫烟
- 2013《幸福保卫战》饰 甜甜
- 2013《龙门镖局》饰 吕青橙
- 2014《暗黑者第一季》饰 法医梁音（网络剧）
- 2014《四十九日·祭》饰 杨柔琪
- 2015《暗黑者第二季》饰 法医梁音（网络剧）
- 2015《春江英雄之秀才遇到兵》饰 高亚男
- 2015《三个奶爸》饰 唐爽
- 2015《龙门镖局之为2归来》饰 吕青橙(网络剧)
- 2015《剩斗士的店》饰 陈小苹
- 2017《一剑横空》饰 龙梅
- 2017《寻人大师》饰 嫣然
- 2018《绝不松开你的手》饰 何婷婷
- 2018《小妮扛枪》饰 米小米
- 2019《暗黑者第三季》饰 法医梁音（网络剧）
- 2019《神探柯晨》饰 向羽[1]
- 2019《戒毒风云》(2014年拍攝)饰 宋婷
- 2020《我是余欢水》（网络剧）饰  張媽媽
- 2020《乱世情缘》(2016年拍攝)饰 玉姑
- 2020《秀才點兵》饰 大山菜
- 2020《我，喜欢你》饰 黎曼
- 2020《明天，会更好》饰 丁格尔
- 2021《江山如此多娇》饰 田惠
- 2022《大考》饰 邱芬 (客串)
- 2023《外婆的新世界》 饰 杨华
- 2023《白色城堡》 饰 江勇妻子
- 2023《蓬莱八仙》(2013年拍攝) 饰 莺莺
- 2024《大江大河之岁月如歌》 饰 许淑秀
- 2024《小巷人家》饰 张阿妹
- 2025《临江仙》（网络剧） 饰 北方尊者
- 2025《长风少年词》（网络剧，2021年拍攝） 饰 公孙无虞
- 待播《杨柳青传奇》饰 杨慧琪
- 待播《连家船民的美好生活》
- 待播《等到你》（网络剧）饰 徐然
- 待播《逍遥》
- 待播《玉茗茶骨》（网络剧）饰 张三娘

### MTV
- 歌曲 《配角》MTV的女主角
- 歌曲《秋日恋歌》☆ MTV女主角
- 歌曲《琥珀》 ☆ MTV女主角
- 歌曲 《异乡人》化身天使邮 ☆ MTV女主角

## 电影
- 《陸小鳳之鳳舞九天》 飾 牛肉湯
- 《来不及爱你》 饰 刘倩
- 《爱心》 饰 双牛
- 《一九四二》 饰 范東家儿媳妇
- 《百年婚紗店》飾 若拉
- 2013年，《忠烈楊家將》飾 楊排風
- 2016年，《一句顶一万句》
- 2019年，《宠爱》
- 2021年，《扫黑·决战》飾  林巧儿